# Trastorn dissociatiu de la identitat
El trastorn dissociatiu de la identitat és la convivència de dues o més personalitats diferenciades en un subjecte, sense que puguin atribuir-se a una actuació conscient de rol o a la ingesta de drogues. Quan hom s'identifica amb una de les personalitats, oblida momentàniament l'existència de les altres. Per la dificultat de detectar fingiments, és un dels trastorns de més controvertit diagnòstic, però es calcula que afecta un 1% de la població (alguns estudis eleven la prevalència fins al 3%) en diversos graus d'afectació.

## Característiques
Molts dels pacients afectats van ser víctimes d'abusos en la infància i, per tant, es postula que un possible origen del trastorn sigui un incorrecte desenvolupament de la identitat o el desig inconscient de despersonalització per fugir d'un estat no desitjat o viscut com un trauma. La personalitat principal o original, així, adopta un rol passiu, fins i tot amb símptomes depressius, mentre que les personalitats afegides mostren més agressivitat o eufòria. La majoria d'afectats presenten també altres patologies mentals. S'ha de descartar aquest trastorn davant sospites d'esquizofrènia.
Els canvis de personalitat porten a la incapacitat d'establir relacions normalitzades amb les persones de l'entorn, fet que pot portar a episodis de crisis que inclouen l'autolesió o actes temeraris. La pèrdua de memòria temporal entre les diferents identitats comporta també problemes a la vida quotidiana. Quan el pacient s'adona de situacions anòmales sol reaccionar amb vergonya i amagant els símptomes.
Històricament aquests canvis s'atribuïen a la possessió d'esperits o fenòmens similars (experiències que encara s'afirmen viure en estats de trànsit lligats a certs rituals religiosos o a la ingesta de substàncies al·lucinògenes) i aquesta assumpció dificulta el diagnòstic en determinades cultures, que no veuen la personalitat múltiple com un problema mental. Es creu que algunes d'aquestes possessions documentades en l'antigor eren exemples de trastorns dissociatius de la identitat, així com alguns casos catalogats com a histèria neuròtica a mitjans del segle xx.

## Tractament
No hi ha acord sobre la manera adequada de tractar aquesta malaltia i la curació total es manté en quotes baixes. Les teràpies combinen un enfocament cognitiu conductual amb tècniques com la hipnosi. Pel que fa a la medicació, està destinada a tractar els símptomes annexos i no el trastorn en si, per exemple els antidepressius o tranquil·litzants per ajudar la persona afectada a portar la seva situació o evitar pensaments suïcides. Hi ha una forta polèmica sobre si és aconsellable enfrontar el pacient amb el trauma passat per intentar sortir de l'estat dissociatiu.

## En la cultura popular
A la cultura, ha influït en la creació d'obres com ara L'estrany cas del Dr. Jekyll i Mr. Hyde, on un científic crea artificialment una doble personalitat per purgar-se de tot allò negatiu del seu caràcter. La seva presència a la ficció és molt més alta que altres patologies per les potencialitats d'explorar el fet de ser més d'una persona i provés de la tradició clàssica del doble.
S'ha usat com a eximent en judicis reals on una de les identitats cometia un crim sense que la persona central en fos conscient, extrem que ha estat portat també a la ficció com en la pel·lícula Les dues cares de la veritat, protagonitzada per Richard Gere.